# Nigeria ai Giochi della XXIX Olimpiade
La Nigeria ha partecipato ai Giochi della XXIX Olimpiade di Pechino, svoltisi dall'8 al 24 agosto 2008, con una delegazione di 74 atleti.

## Medaglie
| Medaglia | Atleta                                                                        | Sport             | Evento                          |
| -------- | ----------------------------------------------------------------------------- | ----------------- | ------------------------------- |
| Argento  | Nigeria Under 23                                                              | Calcio            | Torneo maschile                 |
| Bronzo   | Maryam Usman                                                                  | Sollevamento pesi | +75 kg femminile                |
| Bronzo   | Chika Chukwumerije                                                            | Taekwondo         | +80 kg maschile                 |
| Bronzo   | Blessing Okagbare                                                             | Atletica leggera  | Salto in lungo femminile        |
| Bronzo   | Franca Idoko Gloria Kemasuode Halimat Ismaila Oludamola Osayomi Agnes Osazuwa | Atletica leggera  | Staffetta 4x100 metri femminile |

## Atletica leggera
| Gara                  | Atleta                                                        | Batterie | Batterie | Quarti | Quarti | Semifinali   | Semifinali   | Finale | Finale |
| Gara                  | Atleta                                                        | Tempo    | Pos.     | Tempo  | Pos.   | Tempo        | Pos.         | Tempo  | Pos.   |
| --------------------- | ------------------------------------------------------------- | -------- | -------- | ------ | ------ | ------------ | ------------ | ------ | ------ |
| 100 m                 | Olusoji A. Fasuba                                             | 10"29    | 2        | 10"21  | 4      |              |              |        |        |
| 100 m                 | Obinna Metu                                                   | 10"34    | 2        | 10"27  | 6      |              |              |        |        |
| 100 m                 | Uchenna Emedolu                                               | 10"46    | 4        |        |        |              |              |        |        |
| 200 m                 | Obinna Metu                                                   | 20"62    | 1        | 20"65  | 6      |              |              |        |        |
| 400 m                 | James Godday                                                  |          |          | 45"49  | 2      | 45"24        | 6            |        |        |
| 400 m                 | Saul Weigopwa                                                 |          |          | 45"19  | 2      | 45"02        | 5            |        |        |
| 110 metri ostacoli    | Selim Nurudeen                                                | 13"58    | 3        | 13"66  | 4      |              |              |        |        |
| Staffetta 4x100 metri | Onyeabor Ngwogu, Obinna Metu, Chinedu Oriala, Uchenna Emedolu |          |          |        |        | non concluso | non concluso |        |        |

| Gara              | Atleta                                                                        | Batterie | Batterie | Quarti | Quarti | Semifinali | Semifinali | Finale  | Finale |
| Gara              | Atleta                                                                        | Tempo    | Pos.     | Tempo  | Pos.   | Tempo      | Pos.       | Tempo   | Pos.   |
| ----------------- | ----------------------------------------------------------------------------- | -------- | -------- | ------ | ------ | ---------- | ---------- | ------- | ------ |
| 100 m             | Halimat Ismaila                                                               | 11"72    | 4        |        |        |            |            |         |        |
| 100 m             | Franca Idoko                                                                  | 11"61    | 4        | 11"66  | 7      |            |            |         |        |
| 100 m             | Oludamola Osayomi                                                             | 11"13    | 1        | 11"28  | 2      | 11"44      | 8          |         |        |
| 200 m             | Oludamola Osayomi                                                             | 23"31    | 3        | 23"27  | 6      |            |            |         |        |
| 200 m             | Gloria Kemasuode                                                              | 23"72    | 6        |        |        |            |            |         |        |
| 400 m             | Ajoke Odumosu                                                                 |          |          | 51"39  | 3      | 52"46      | 7          |         |        |
| 400 m             | Folashade Abugan                                                              |          |          | 51"45  | 3      | 51"30      | 6          |         |        |
| 400 m             | Joy Amechi Eze                                                                |          |          | 51"97  | 4      | 51"87      | 5          |         |        |
| 100 m ostacoli    | Toyin Augustus                                                                |          |          | 13"34  | 7      |            |            |         |        |
| Staffetta 4x100 m | Franca Idoko Gloria Kemasuode Halimat Ismaila Oludamola Osayomi Agnes Osazuwa |          |          |        |        | 43"43      | 4          | 43"04   |        |
| Staffetta 4x400 m | Folashade Abugan Joy Amechi Eze Oluoma Nwoke Ajoke Odumosu                    |          |          |        |        | 3'24"10    | 4          | 3'23"74 | 7      |

| Gara           | Atleta             | Qualificazioni | Qualificazioni | Finale | Finale |
| Gara           | Atleta             | Misura         | Pos.           | Misura | Pos.   |
| -------------- | ------------------ | -------------- | -------------- | ------ | ------ |
| Salto in alto  | Doreen Amata       | 1,89 m         | 16             |        |        |
| Salto in lungo | Blessing Okagbare  | 6,59 m         | 12             | 6,91 m |        |
| Salto triplo   | Chinonye Ohadugha  | 13,29 m        | 30             |        |        |
| Getto del peso | Vivian Chukwuemeka | 17,15 m        | 24             |        |        |

## Badminton
| Gara              | Atleta       | Turno 1                                         | Sedicesimi | Ottavi | Quarti | Semifinali | Finale |
| ----------------- | ------------ | ----------------------------------------------- | ---------- | ------ | ------ | ---------- | ------ |
| Singolo femminile | Grace Daniel | Kristína Ludíková (Rep. Ceca) 0-2 (13-21, 8-21) |            |        |        |            |        |

## Calcio

### Torneo maschile

#### Squadra
Allenatore:  Samson Siasia
| N. | Pos. | Giocatore            | Data nascita (età)    | Pres. | Reti | Squadra             |
| -- | ---- | -------------------- | --------------------- | ----- | ---- | ------------------- |
| 1  | P    | Ambruse Vanzekin     | 14 luglio 1986 (22)   |       |      | Akwa United         |
| 2  | D    | Chibuzor Okonkwo     | 16 dicembre 1988 (19) |       |      | Bayelsa United      |
| 3  | D    | Taye Taiwo           | 16 aprile 1985 (23)   |       |      | Olympique Marsiglia |
| 4  | D    | Onyekachi Apam       | 30 dicembre 1986 (21) |       |      | Nizza               |
| 5  | D    | Dele Adeleye         | 25 dicembre 1988 (19) |       |      | Sparta Rotterdam    |
| 6  | C    | Monday James         | 19 ottobre 1986 (21)  |       |      | Svincolato          |
| 7  | A    | Chinedu Obasi        | 1º giugno 1986 (22)   |       |      | Hoffenheim          |
| 8  | C    | Sani Kaita           | 2 maggio 1986 (22)    |       |      | Sparta Rotterdam    |
| 9  | A    | Victor Nsofor Obinna | 25 marzo 1987 (21)    |       |      | ChievoVerona        |
| 10 | C    | Isaac Promise        | 2 dicembre 1987 (20)  |       |      | Trabzonspor         |
| 11 | A    | Solomon Okoronkwo    | 2 marzo 1987 (21)     |       |      | Hertha Berlino      |
| 12 | C    | Oluwafemi Ajilore    | 18 gennaio 1985 (23)  |       |      | Groningen           |
| 13 | D    | Olubayo Adefemi      | 13 agosto 1985 (23)   |       |      | Hapoel Bnei Lod     |
| 14 | A    | Peter Odemwingie     | 15 luglio 1981 (27)   |       |      | Lokomotiv Mosca     |
| 15 | D    | Efe Ambrose          | 18 ottobre 1988 (19)  |       |      | Kaduna United       |
| 16 | A    | Victor Anichebe      | 23 aprile 1988 (20)   |       |      | Everton             |
| 17 | C    | Emmanuel Ekpo        | 20 dicembre 1987 (20) |       |      | Columbus Crew       |
| 18 | P    | Ikechukwu Ezenwa     | 16 ottobre 1988 (19)  |       |      | Ocean Boys          |
| 19 | C    | Oladapo Olufemi      | 5 novembre 1988 (19)  |       |      | Boavista            |

#### Prima fase
| Tientsin 7 agosto 2008, ore 19:45 UTC+8 | Paesi Bassi U-23 | 0 – 0 referto | Nigeria U-23 | Tianjin Olympic Centre Stadium (52.390 spett.)\| Arbitro: \| Pozo \| |
| Arbitro:                                | Pozo             |               |              |                                                                      |

| Arbitro: | Moradi |

|                         |           |            |
| Obinna 58’ Anichebe 74’ | Marcatori | 79’ Toyoda |

| Arbitro: | Stark |

|                      |           |                     |
| Isaac 39’ Obinna 79’ | Marcatori | 88’ (rig.) Kljestan |

| Squadra          | P.ti | G | V | N | P | GF | GS | DR |
| ---------------- | ---- | - | - | - | - | -- | -- | -- |
| Nigeria U-23     | 7    | 3 | 2 | 1 | 0 | 4  | 2  | +2 |
| Paesi Bassi U-23 | 5    | 3 | 1 | 2 | 0 | 3  | 2  | +1 |
| Stati Uniti U-23 | 4    | 3 | 1 | 1 | 1 | 4  | 4  | 0  |
| Giappone U-23    | 0    | 3 | 0 | 0 | 3 | 1  | 4  | -3 |

#### Seconda fase
Quarti di finale
| Arbitro: | Moradi |

|                                  |           |  |
| Odemwingie 44’ Obinna 82’ (rig.) | Marcatori |  |

Semifinale
| Arbitro: | Pozo |

|           |           |                                        |
| Ciman 88’ | Marcatori | 17’ Adefemi 59’, 72’ Obasi 78’ Okonkwo |

Finale
| Arbitro: | Kassai |

| |            | |
| | Marcatori  | 58’ Di María |
| · Vanzekin · Okonkwo · 68’ Apam · Adeleye · James · 51’ Obinna · 70’ Isaac · 64’ Okoronkwo · Ajilore · Adefemi · Odemwingie · A disposizione: · Obasi · Kaita · Ambrose · 64’ Anichebe · 70’ Ekpo · Ezenwa · Olufemi | Formazioni | · Romero · Garay · Monzón 81’ · Zabaleta · Gago · Riquelme 82’ · Di María 74’ 88’ · Pareja · Mascherano · Messi 93’ · Agüero 79’ · A disposizione: · Fazio · Sosa 79’ · Banega 88’ · Lavezzi 93’ · Acosta · Buonanotte · Navarro |
| Samson Siasia | Allenatori | Sergio Batista |

### Torneo femminile

#### Squadra
Allenatore:  Joseph Ladipo
| N. | Pos. | Giocatore        | Data nascita (età)    | Pres. | Reti | Squadra            |
| -- | ---- | ---------------- | --------------------- | ----- | ---- | ------------------ |
| 1  | P    | Precious Dede    | 18 gennaio 1980 (28)  |       |      | Delta Queens F.C.  |
| 2  | D    | Efioanwan Ekpo   | 25 gennaio 1984 (24)  |       |      | Pelican Stars      |
| 3  | D    | Ayisat Yusuf     | 6 marzo 1985 (23)     |       |      | Delta Queens F.C.  |
| 4  | C    | Perpetua Nkwocha | 3 gennaio 1976 (32)   |       |      | Sunnanå            |
| 5  | A    | Onome Ebi        | 8 maggio 1983 (25)    |       |      | Bayelsa Queens     |
| 6  | C    | Kikelomo Ajayi   | 28 aprile 1977 (31)   |       |      | Tianjin Teda F.C.  |
| 7  | C    | Stella Mbachu    | 16 aprile 1978 (30)   |       |      | Tianjin Teda F.C.  |
| 8  | A    | Ifeanyi Chiejine | 17 maggio 1983 (25)   |       |      | Bayelsa Queens     |
| 9  | C    | Sarah Michael    | 22 luglio 1990 (18)   |       |      | Delta Queens F.C.  |
| 10 | D    | Rita Chikwelu    | 6 marzo 1988 (19)     |       |      | United Pietarsaari |
| 11 | D    | Lilian Cole      | 1º agosto 1988 (23)   |       |      | Delta Queens F.C.  |
| 12 | A    | Cynthia Uwak     | 15 luglio 1986 (22)   |       |      | Falköpings         |
| 13 | A    | Christie George  | 10 maggio 1984 (24)   |       |      | Pelican Stars      |
| 14 | C    | Faith Ikidi      | 28 febbraio 1987 (21) |       |      | Linköpings         |
| 15 | C    | Tawa Ishola      | 23 dicembre 1988 (19) |       |      | Bayelsa Queens     |
| 16 | D    | Ulunma Jerome    | 11 aprile 1988 (20)   |       |      | Rivers Angels      |
| 17 | C    | Edith Eduviere   | 18 giugno 1986 (21)   |       |      | FCT Queens         |
| 18 | P    | Tochukwu Oluehi  | 2 maggio 1987 (21)    |       |      | Bayelsa Queens     |

#### Prima fase
| Arbitro: | De Silva |

|         |           |  |
| Kim 27’ | Marcatori |  |

| Arbitro: | Palmqvist |

|  |           |               |
|  | Marcatori | 64’ Stegemann |

| Arbitro: | Hong |

|                    |           |                            |
| Nkwocha 19’ (rig.) | Marcatori | 33’, 35’, 45'+3’ Cristiane |

| Squadra        | P.ti | G | V | N | P | GF | GS | DR |
| -------------- | ---- | - | - | - | - | -- | -- | -- |
| Brasile        | 7    | 3 | 2 | 1 | 0 | 5  | 2  | +3 |
| Germania       | 7    | 3 | 2 | 1 | 0 | 2  | 0  | +2 |
| Corea del Nord | 3    | 3 | 1 | 0 | 2 | 2  | 3  | -1 |
| Nigeria        | 0    | 3 | 0 | 0 | 3 | 1  | 5  | -4 |

## Judo
| Gara  | Atleta       | Tabellone principale | Tabellone principale               | Tabellone principale | Tabellone principale | Tabellone principale | Ripescaggi | Ripescaggi | Ripescaggi | Ripescaggi |
| Gara  | Atleta       | Sedicesimi           | Ottavi                             | Quarti               | Semifinali           | Finale               | 1º turno   | Quarti     | Semifinali | Finale     |
| ----- | ------------ | -------------------- | ---------------------------------- | -------------------- | -------------------- | -------------------- | ---------- | ---------- | ---------- | ---------- |
| 78 kg | Vivian Yusuf |                      | Heide Wollert (Germania) 0000-1000 |                      |                      |                      |            |            |            |            |

## Lotta
| Gara            | Atleta             | Tabellone principale             | Tabellone principale | Tabellone principale | Tabellone principale | Ripescaggi  | Ripescaggi    | Ripescaggi |
| Gara            | Atleta             | Ottavi                           | Quarti               | Semifinali           | Finale               | Primo turno | Secondo turno | Finale     |
| --------------- | ------------------ | -------------------------------- | -------------------- | -------------------- | -------------------- | ----------- | ------------- | ---------- |
| 120 kg maschile | Wilson Siewari     | David Musul'bes (Slovacchia) 0-9 |                      |                      |                      |             |               |            |
| 72 kg femminile | Amarachi Obiajunwa | Ali Bernard (Stati Uniti) F      |                      |                      |                      |             |               |            |

## Nuoto
| Gara                        | Atleta        | Batterie | Batterie | Semifinali | Semifinali | Finale | Finale |
| Gara                        | Atleta        | Tempo    | Pos.     | Tempo      | Pos.       | Tempo  | Pos.   |
| --------------------------- | ------------- | -------- | -------- | ---------- | ---------- | ------ | ------ |
| 50 m stile libero maschili  | Yellow Yeiyah | 24"00    | 55       |            |            |        |        |
| 50 m stile libero femminili | Ngozi Monu    | 27"39    | 52       |            |            |        |        |

## Pugilato
| Gara              | Atleta              | Sedicesimi                       | Ottavi                            | Quarti | Semifinali | Finale |
| ----------------- | ------------------- | -------------------------------- | --------------------------------- | ------ | ---------- | ------ |
| Pesi leggeri      | Rasheed Lawal       | Hrachik Javakhyan (Armenia) 0-12 |                                   |        |            |        |
| Pesi mediomassimi | Dauda Izobo         | Bastir Samir (Ghana) RSC         |                                   |        |            |        |
| Pesi massimi      | Olanrewaju Durodola |                                  | Osmay Acosta (Cuba) 0-11          |        |            |        |
| Pesi supermassimi | Onorede Ehwareme    |                                  | Jaroslavas Jakšto (Lituania) 1-11 |        |            |        |

## Sollevamento pesi
| Gara  | Atleta         | Strappo | Strappo | Slancio | Slancio | Totale | Posizione |
| Gara  | Atleta         | Ris.    | Pos.    | Ris.    | Pos.    | Totale | Posizione |
| ----- | -------------- | ------- | ------- | ------- | ------- | ------ | --------- |
| 77 kg | Felix Ekpo     | 143     | 18      | 182     | 14      | 325    | 15        |
| 85 kg | Benedict Uloko | 148     | 16      | 191     | 13      | 339    | 13        |

| Gara   | Atleta       | Strappo | Strappo | Slancio | Slancio | Totale | Posizione |
| Gara   | Atleta       | Ris.    | Pos.    | Ris.    | Pos.    | Totale | Posizione |
| ------ | ------------ | ------- | ------- | ------- | ------- | ------ | --------- |
| +75 kg | Maryam Usman | 115     | 6       | 150     | 2       | 265    | 3         |

## Taekwondo
| Gara   | Atleta             | Ottavi                        | Tabellone principale         | Tabellone principale               | Tabellone principale | Ripescaggi | Ripescaggi                      |
| Gara   | Atleta             | Ottavi                        | Quarti                       | Semifinali                         | Finale               | Semifinali | Finale                          |
| ------ | ------------------ | ----------------------------- | ---------------------------- | ---------------------------------- | -------------------- | ---------- | ------------------------------- |
| 68 kg  | Muhammad Isah Adam | Idulio Islas (Messico) 3-1    | Peter López (Perù) 0-3       |                                    |                      |            |                                 |
| +80 kg | Chika Chukwumerije | Nguyen Van Hung (Vietnam) 3-1 | Daba Modibo Keita (Mali) 1-0 | Alexandros Nikolaidis (Grecia) 2-3 |                      |            | Akmal Irgashev (Uzbekistan) 4-3 |

## Tennis tavolo
| Gara              | Atleta           | Preliminari                       | Turno 1                        | Turno 2                        | Turno 3                         | Turno 4 | Quarti | Semifinali | Finale |  |
| ----------------- | ---------------- | --------------------------------- | ------------------------------ | ------------------------------ | ------------------------------- | ------- | ------ | ---------- | ------ |  |
| Singolo maschile  | Monday Merotohun | Cem Zeng (Turchia) 2-4            |                                |                                |                                 |         |        |            |        |  |
| Singolo maschile  | Segun Toriola    | David Zhuang (Stati Uniti) 4-3    | João Monteiro (Portogallo) 4-3 | Jean-Michel Saive (Belgio) 4-2 | Oh Sang Eun (Corea del Sud) 3-4 |         |        |            |        |  |
| Singolo femminile | Bose Kaffo       | Sang Xu Stephanie (Australia) 1-4 |                                |                                |                                 |         |        |            |        |  |
| Singolo femminile | Cecilia Offiong  | Miao Miao (Australia) 0-4         |                                |                                |                                 |         |        |            |        |  |

### Gara a squadre maschile
La squadra nigeriana era formata da Monday Merotohun, Segun Toriola e Kazeem Nosiru.
Fase a gironi
| 13 agosto 2008 | Giappone | 3 – 0 | Nigeria |  |

| 13 agosto 2008 | Hong Kong | 3 – 0 | Nigeria |  |

| 14 agosto 2008 | Russia | 2 – 3 | Nigeria |  |

| Squadra   | P.ti | G | V | P | GV | GP |
| --------- | ---- | - | - | - | -- | -- |
| Giappone  | 6    | 3 | 3 | 0 | 9  | 0  |
| Hong Kong | 5    | 3 | 2 | 1 | 6  | 4  |
| Nigeria   | 4    | 3 | 1 | 2 | 3  | 8  |
| Russia    | 3    | 3 | 0 | 3 | 3  | 9  |

### Gara a squadre femminile
La squadra femminile era composta da Bose Kaffo, Cecilia Offiong e Funke Oshonaike
Fase a gironi
| 13 agosto 2008 | Paesi Bassi | 3 – 0 | Nigeria |  |

| 13 agosto 2008 | Singapore | 3 – 0 | Nigeria |  |

| 14 agosto 2008 | Stati Uniti | 3 – 0 | Nigeria |  |

| Squadra     | P.ti | G | V | P | GV | GP |
| ----------- | ---- | - | - | - | -- | -- |
| Singapore   | 6    | 3 | 3 | 0 | 9  | 0  |
| Stati Uniti | 5    | 3 | 2 | 1 | 6  | 4  |
| Paesi Bassi | 4    | 3 | 1 | 2 | 4  | 6  |
| Nigeria     | 3    | 3 | 0 | 3 | 0  | 9  |